# Beckingen
Beckingen è un comune tedesco di 14 923 abitanti, situato nel land della Saarland.